# تپه توپوزآباد
تپه توپوزآباد در حومه اورمیه، بخش باراندوزچای واقع شده و این اثر در تاریخ ۱ آذر ۱۳۴۴ با شمارهٔ ثبت ۴۵۶ به‌عنوان یکی از آثار ملی ایران به ثبت رسیده است.